# Brüsszeli Városi Múzeum
A Brüsszeli Városi Múzeum (franciául: Musée de la Ville de Bruxelles; hollandul: Museum van de Stad Brussel) Brüsszel városának múzeuma annak történelmi főterén. A múzeumot 1860-ban alapították és 1887-ben nyitották meg. Tárgyköre a belga főváros és lakóinak története a kezdetektől a modern időkig. Témáját értékes műtárgyakon, festményeken, szobrokon, faliszőnyegeken, maketteken mutatja be.
A múzeum a Grand Place északi oldalán, a városházával szemben, az egykori kenyérsütők céhének épületében helyezkedik el. Az épület neve franciául Maison du Roi (a király háza), holland nyelven Broodhuis (kenyércsarnok).
Az épület 1504 és 1536 között épült, majd a 19. században neogótikus stílusban teljesen újjáépítették. 1998 óta a tér egészével együtt a világörökség része.

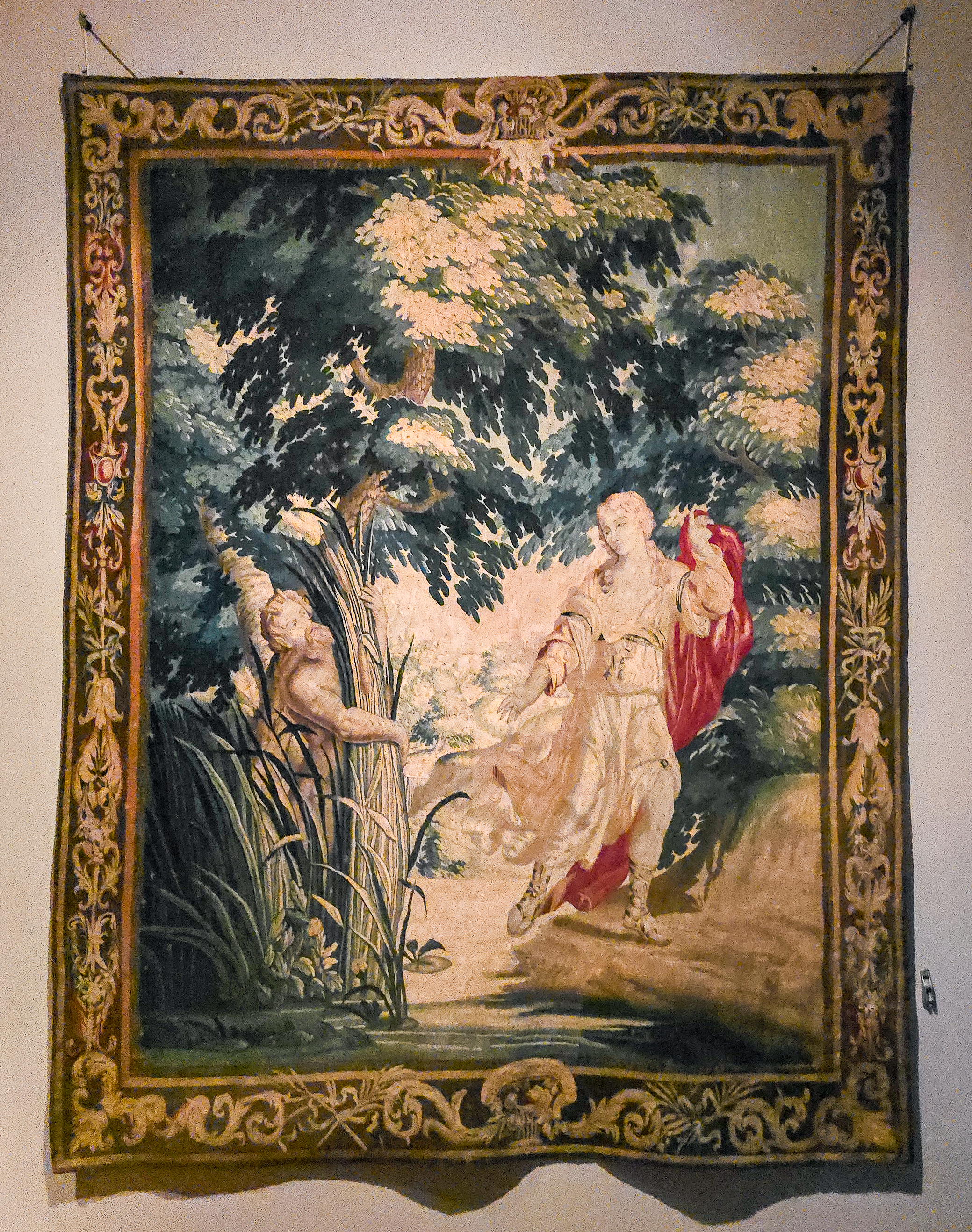
Brüsszeli készítésű faliszőnyeg
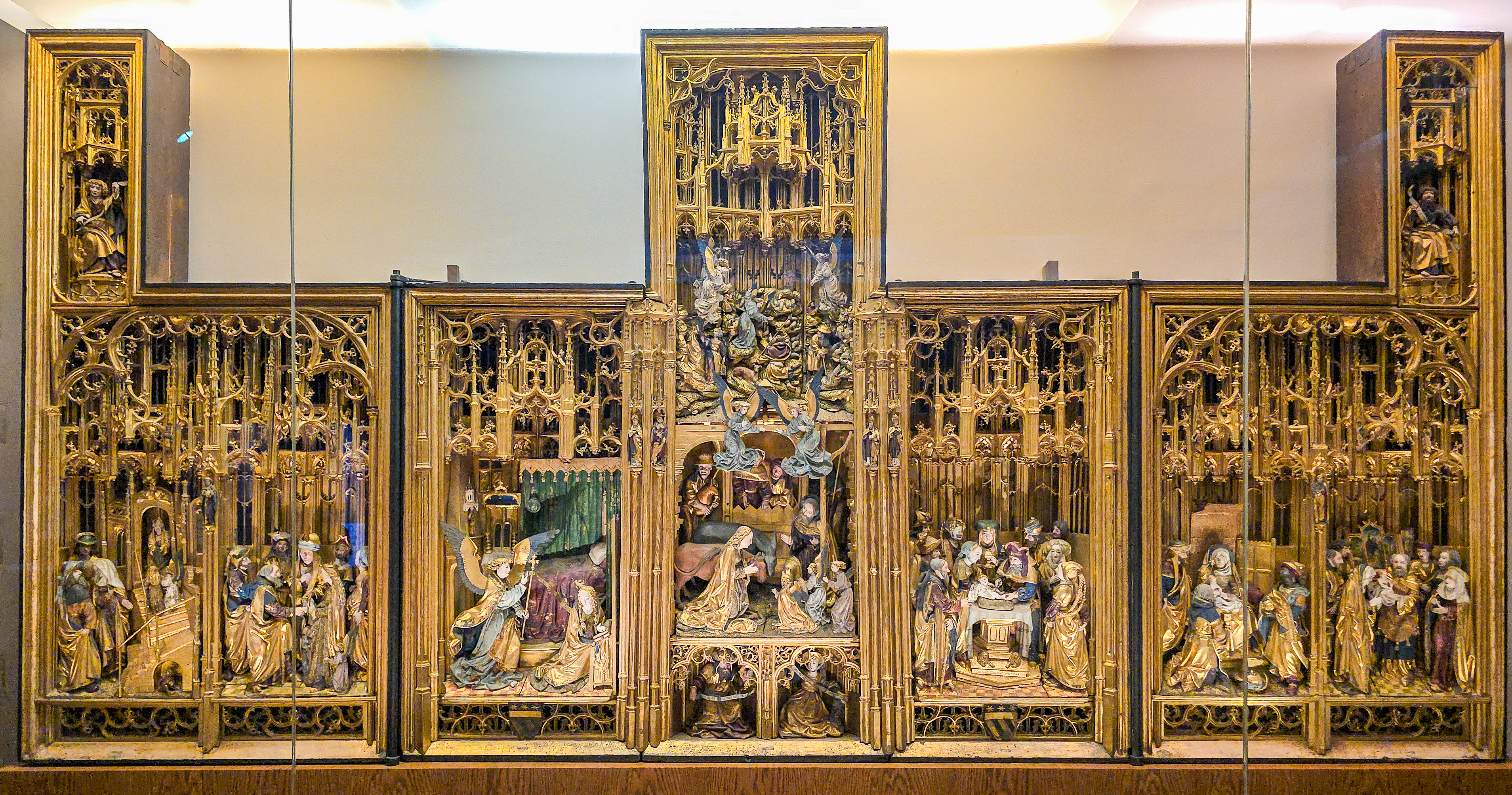
A 16. század elején Brüsszelben itáliai megrendelésre készült szárnyasoltár
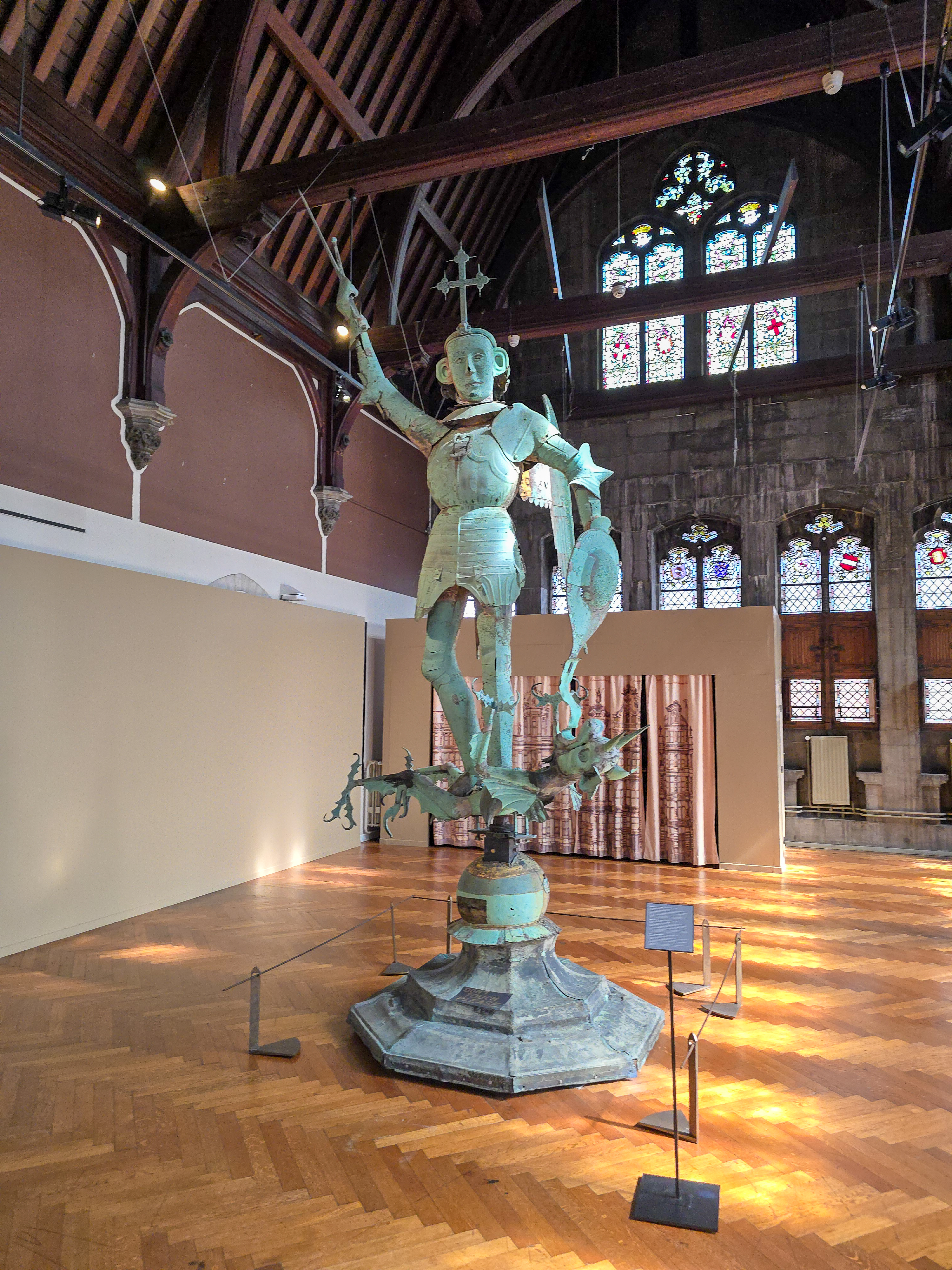
A szemközti városháza eredeti szélkakasa 1455-ből, Szent Mihály ábrázolása

## Az épület
A 13. század elején a Grote Markton egy faépület állt, ahol pékek árulták kenyerüket. Ezt a fából készült kenyércsarnokot 1405-ben kőépület váltotta fel. Ám a 15. század elején a pékek inkább háztól-házig árulták kenyereiket, és az üresen álló épületben az akkori Brabant akkori uralkodó hercege szállt meg, aki azt egyfajta közigazgatási központtá változtatta. Ezután kapta az épület a „Herceg háza” nevet. A hercegi központ tevékenysége a városi hatóság autonómiájának rovására ment, aminek székhelye a tér túloldalán lévő városháza volt. 1477-ben Merész Károly váratlanul meghalt, és utódja, a fiatal I. Mária burgundi hercegnő kénytelen volt a városi polgárok követelésére átengedni nekik a palotát. Fia, Szép Fülöp azonban visszaszerezte azt, és rajta keresztül fia, a későbbi V. Károly német-római császár birtokába került a burgundi hercegek egyéb birtokaival együtt. 
A flamand polgárok és a francia nyelvű uralkodók közötti ellentét emléke az épület  nevének nyelvi változatai közötti mai különbség is, Kenyérház (Broodhuis) illetve A király háza (Maison du Roi).
V. Károly császár uralkodása alatt a leromlott épületet elbontották és helyére 1515 és 1536 között új palotát emeltek Antoon II Keldermans tervei alapján az érett, úgynevezett „lángoló” (flamboyant) gótika stílusában. A közeli épületeket kisajátították, így az új épület lényegesen nagyobb lett. Az épület neve ezután a „király háza” lett (Maison du Roi) mivel Károly Spanyolország királya volt. 
Brüsszel 1695-ös bombázása során ez az épület is megsérült, de anyagi források hiányában csak a legszükségesebb munkálatokat végezték el, hogy az épület ne dőljön össze. A második helyreállítás 1767-ben következett.

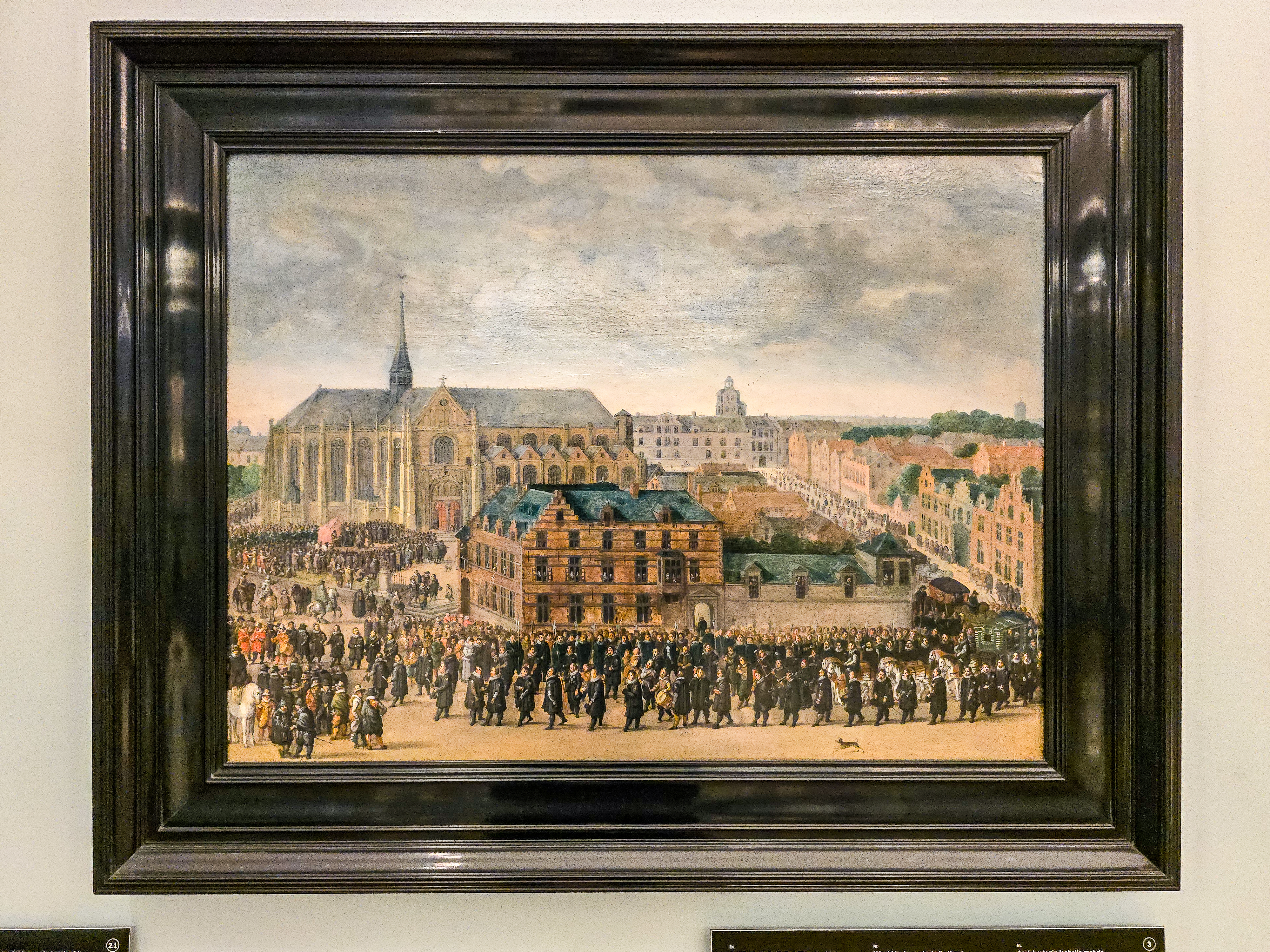
Spanyolországi Izabella kormányzónő találata az íjászversenyen, 1615
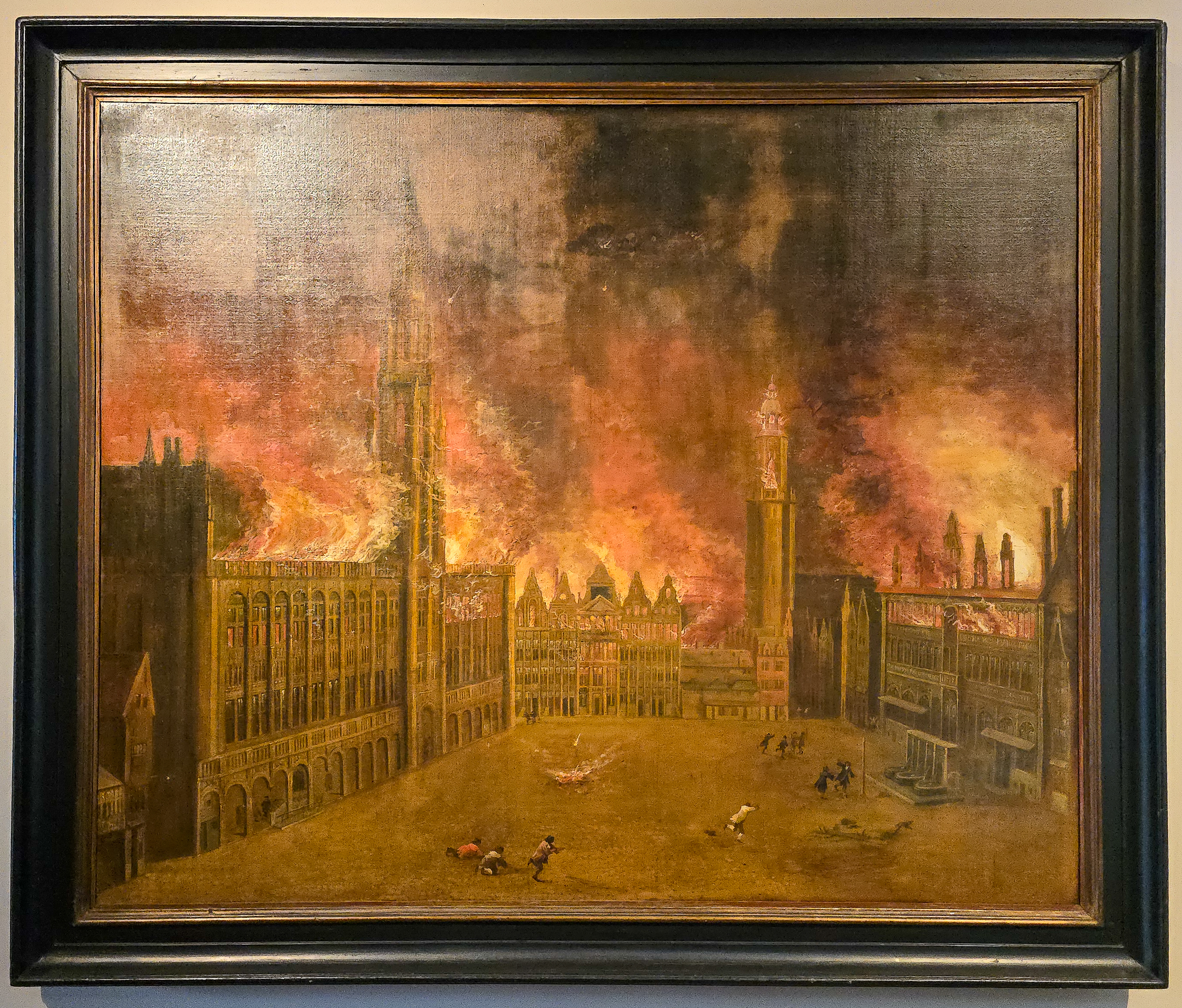
Brüsszel bombázása 1695-ben
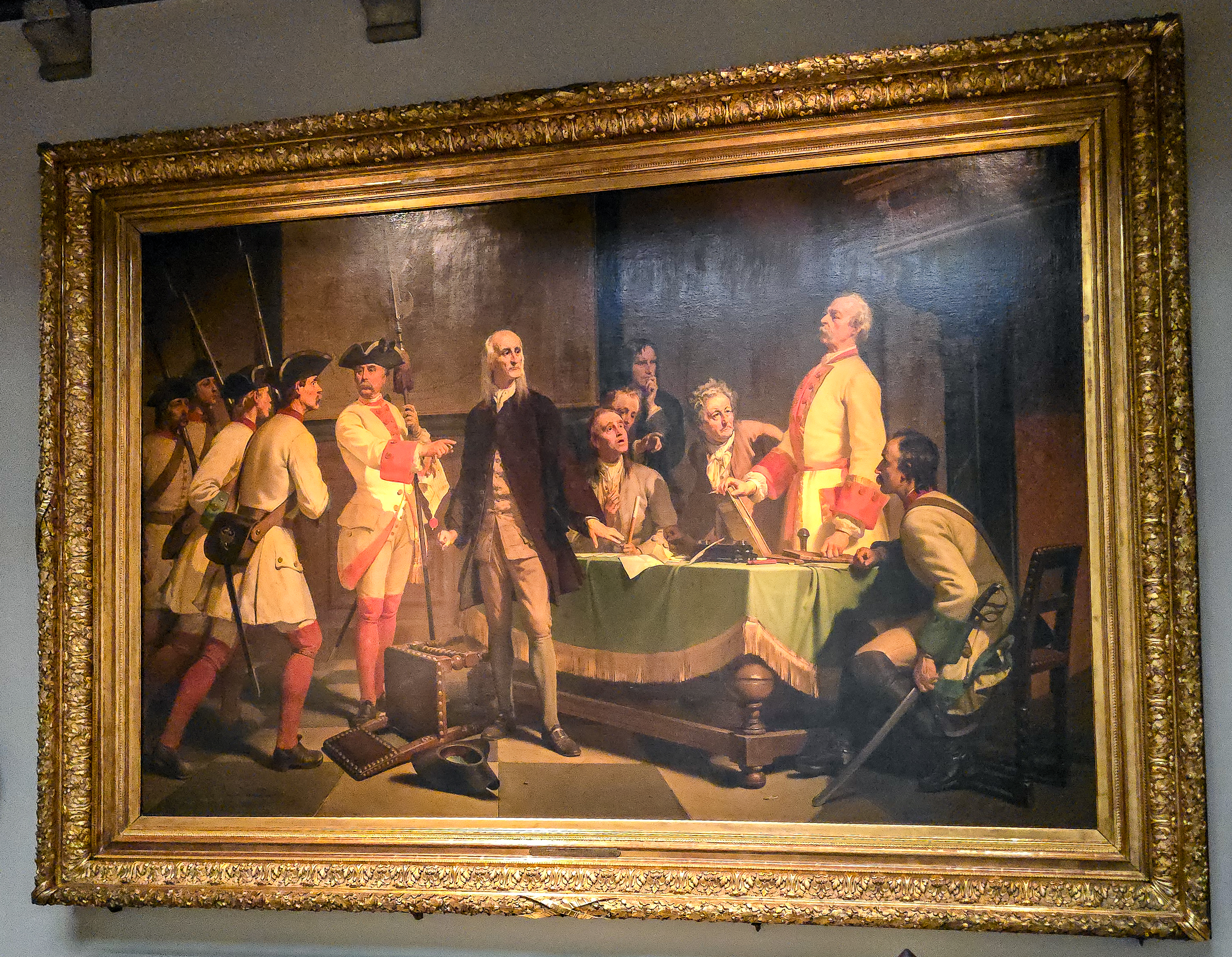
Francois Anneessens letartóztatása kivégzése előtt (1719, a festmény 1875 körül készült)

A ház számos történelmi esemény tanúja volt. Egmont és Horne grófjai 1568-ban itt töltötték utolsó éjszakájukat, majd másnap reggel az épület előtti állványzaton lefejezték őket. A leendő II. Fülöp királyt itt segítették páncéljába, mielőtt inkognitóban vett részt volna a téren rendezett lovagi tornán. Spanyolországi Izabella kormányzónőt itt kiáltották ki a számszeríjászok királynőjének, mert az íjászok versenyén csodás találatot ért el. Nagy ünnepségeket, bálokat rendeztek itt, például az uralkodók beiktatása alkalmából. Itt fejezték le a lázadás szervezése miatt Frans Anneessens céhmestert 1719-ben. 1789-ben az osztrákok a brabanti forradalom idején ágyúval lőttek a palotából az Egyesült Belga Államok nevű rövid életű köztársaság csapataira.
Miután a 18. század végén a francia forradalmárok elfoglalták Brüsszelt, a palotát nemzeti jószággá nyilvánították, és Népház névre keresztelték, de megtartotta sokféle rendeltetését. Az épületnek változatos funkciói voltak az idők során, különböző városi hivatalok, bíróság, ideiglenes börtön voltak itt, de lótakarmány-tároló helyiség a brit lovasság ellátására a waterlooi csata után, próbaterem a Monnaie Színház balettiskolája számára, könyvtár olvasóteremmel.
A 19. század első felében az épületnek több tulajdonosa volt, állapota leromlott. Az 1860-as évek végén az épületet végül lebontották, és az akkoriban nagyon népszerű neogótikus stílusban, de a 16. századi épület hűséges rekonstrukciójaként újjáépítették. A munkálatok 1873-ban kezdődtek és több mint húsz évig tartottak. A kiadások elképesztő összeget, csaknem kétmillió frankot tettek ki. Az épület ezért a neogótikus építészeti stílus egyik legjobb példája lett Belgiumban. 1887-től az épületben jött létre a Brüsszeli Városi Múzeum.

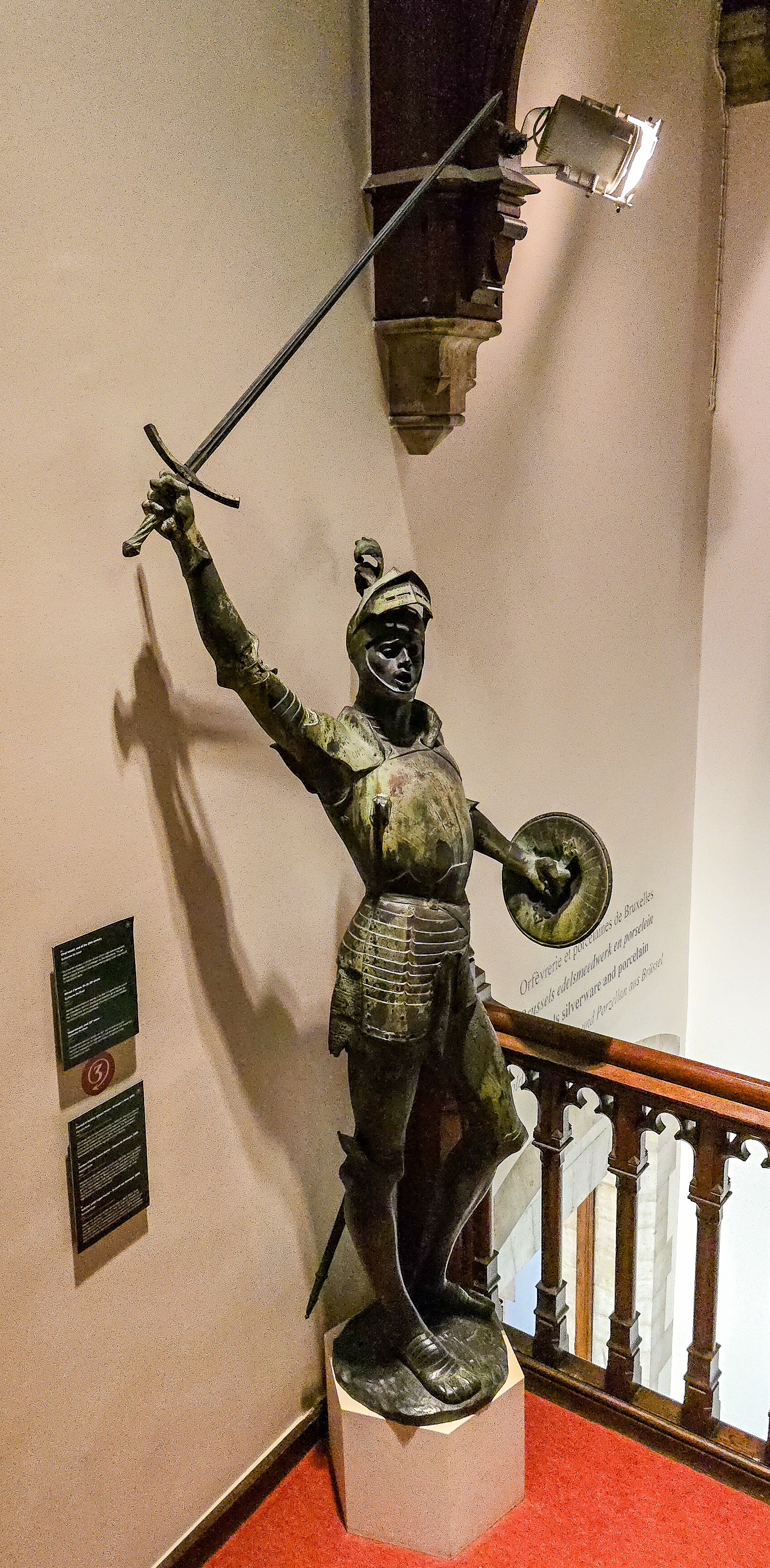
Bronzszobor az épület párkányáról
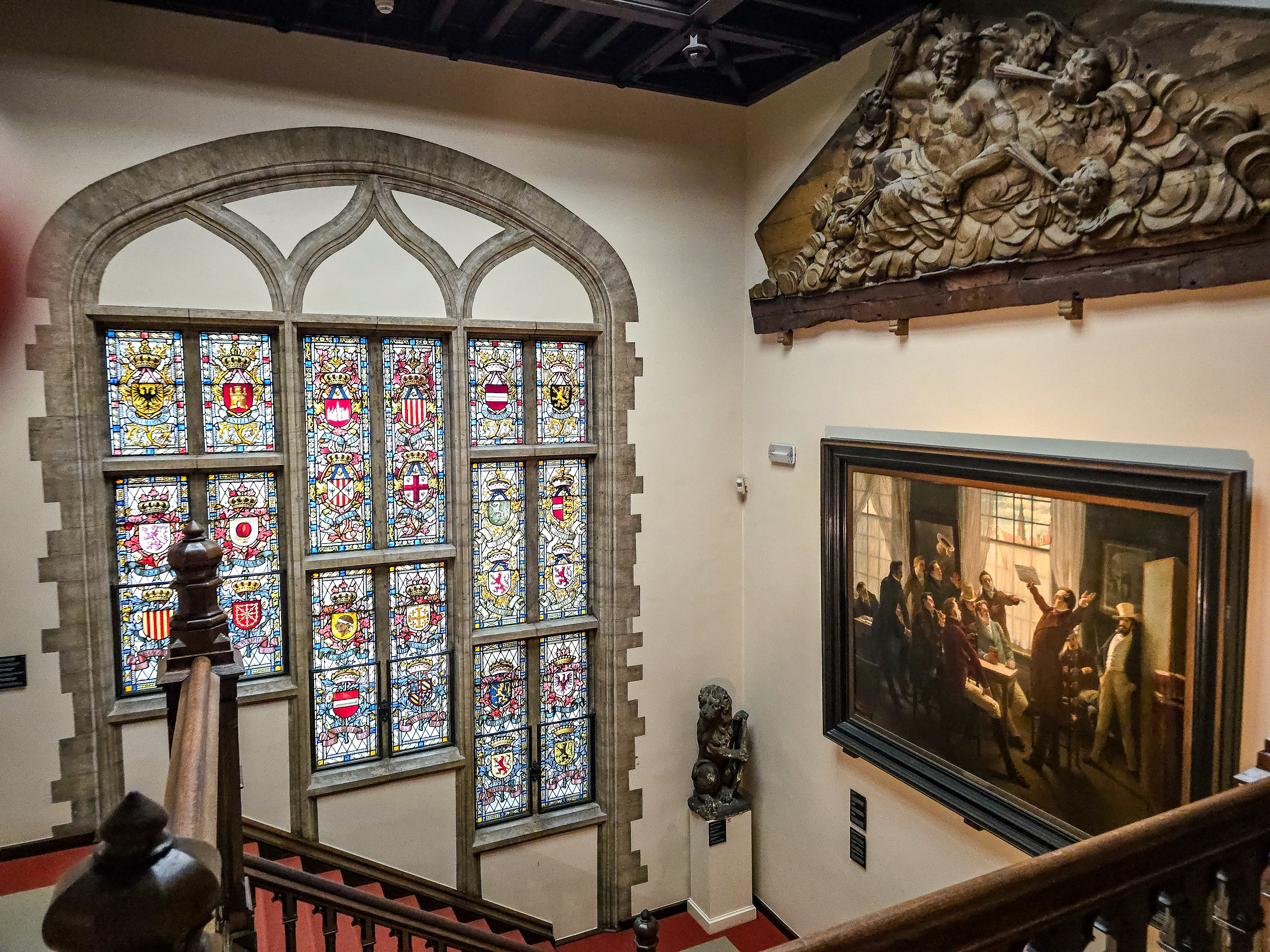
A lépcsőház részlete
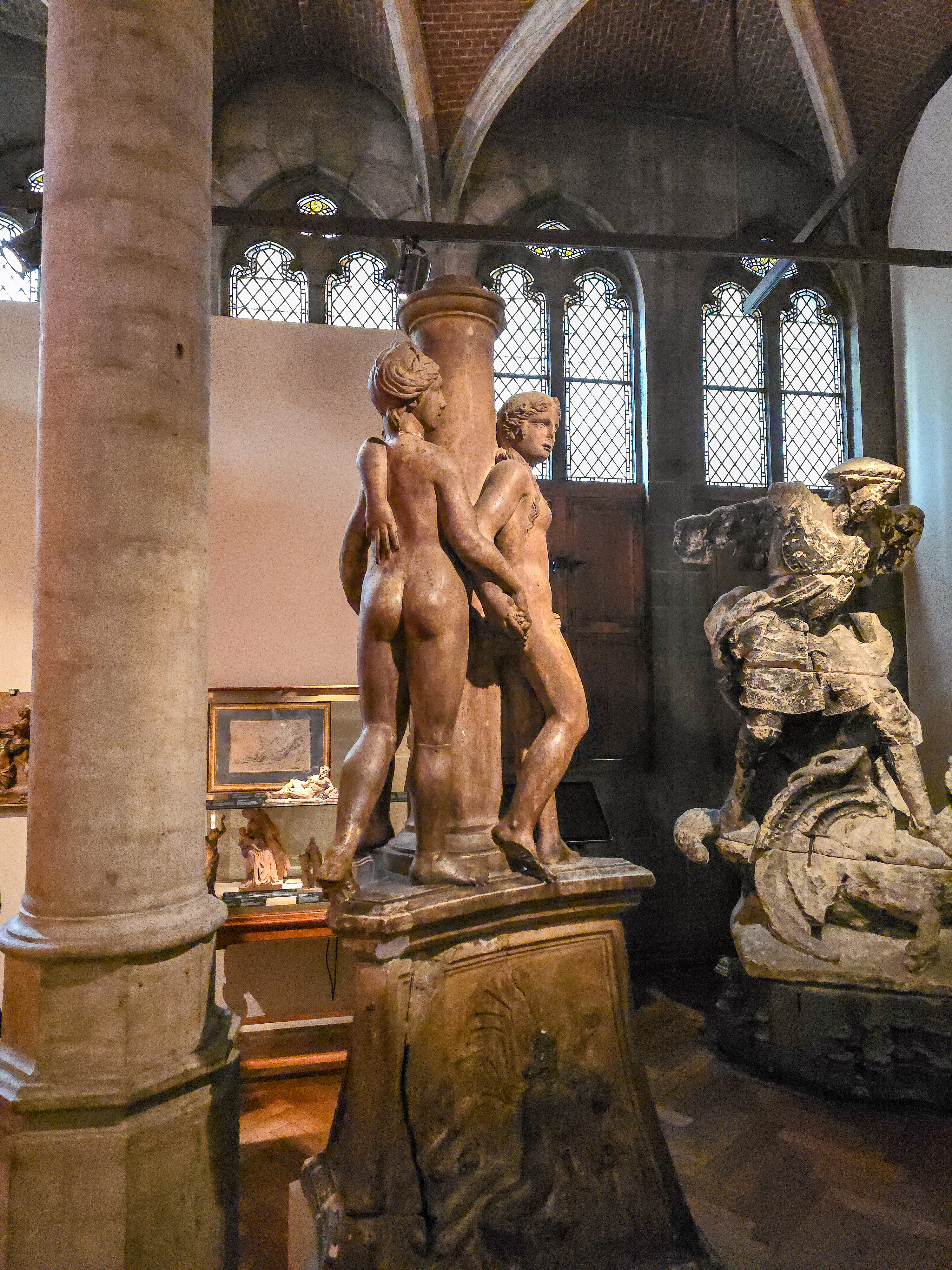
Szoborgyűjtemény
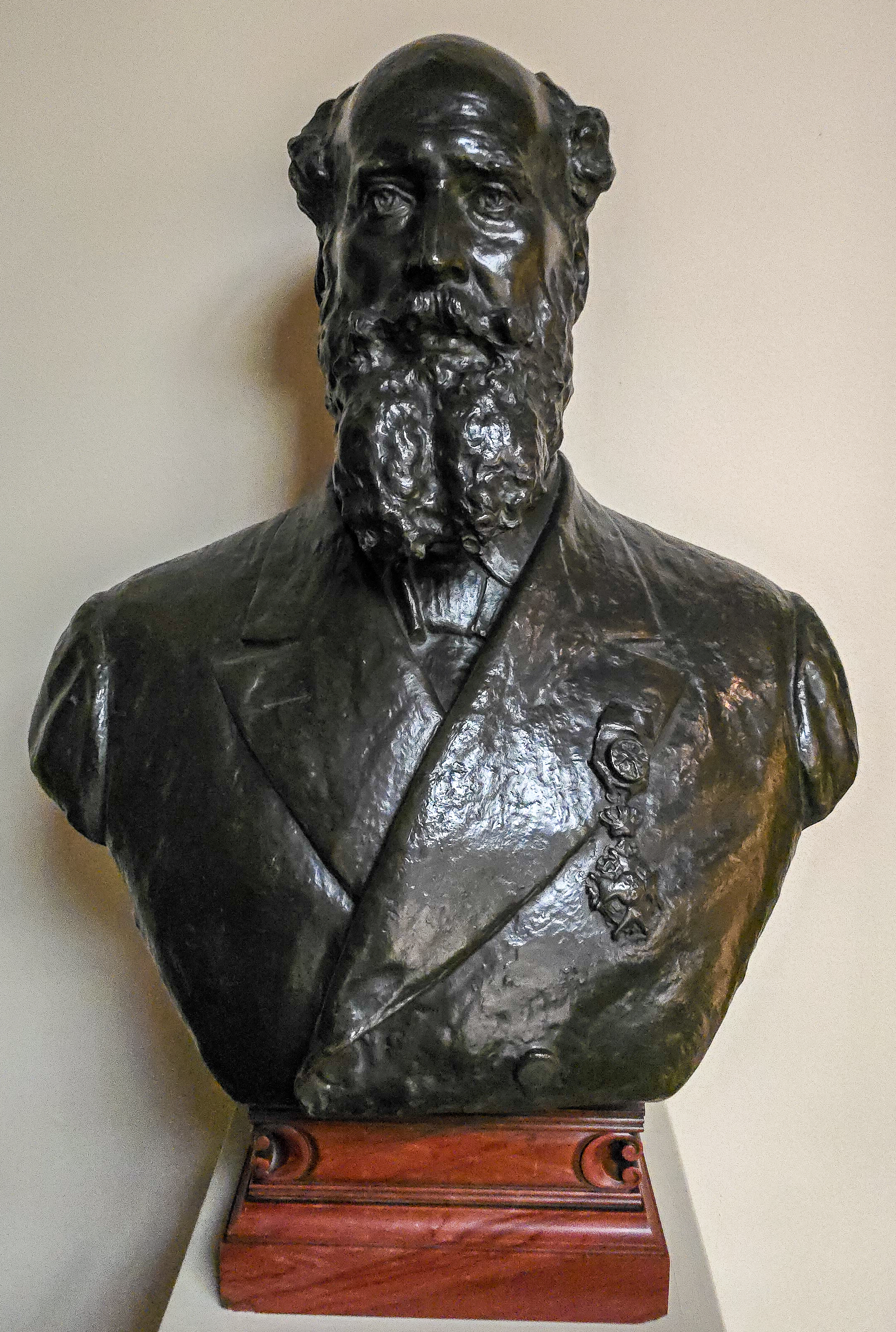
John Waterloo Wilson műgyűjtő, aki 27 festményt hagyományozott a múzeumra

1936-ban a Broodhuis volt az első polgári épület, amelyet Belgiumban védettnek nyilvánítottak, 1998-ban pedig felvették az UNESCO világörökségi listájára.

## A múzeum
A múzeum létrehozását Brüsszel akkori polgármestere Charles Buls és a város levéltárosa, Alphonse Wauters kezdeményezte az 1860-as években, a város történetének bemutatására, a polgárok és a turisták számára. A gyűjtemény alapját a John Waterloo Wilson műgyűjtő 27 festményéből álló hagyaték vetette meg.

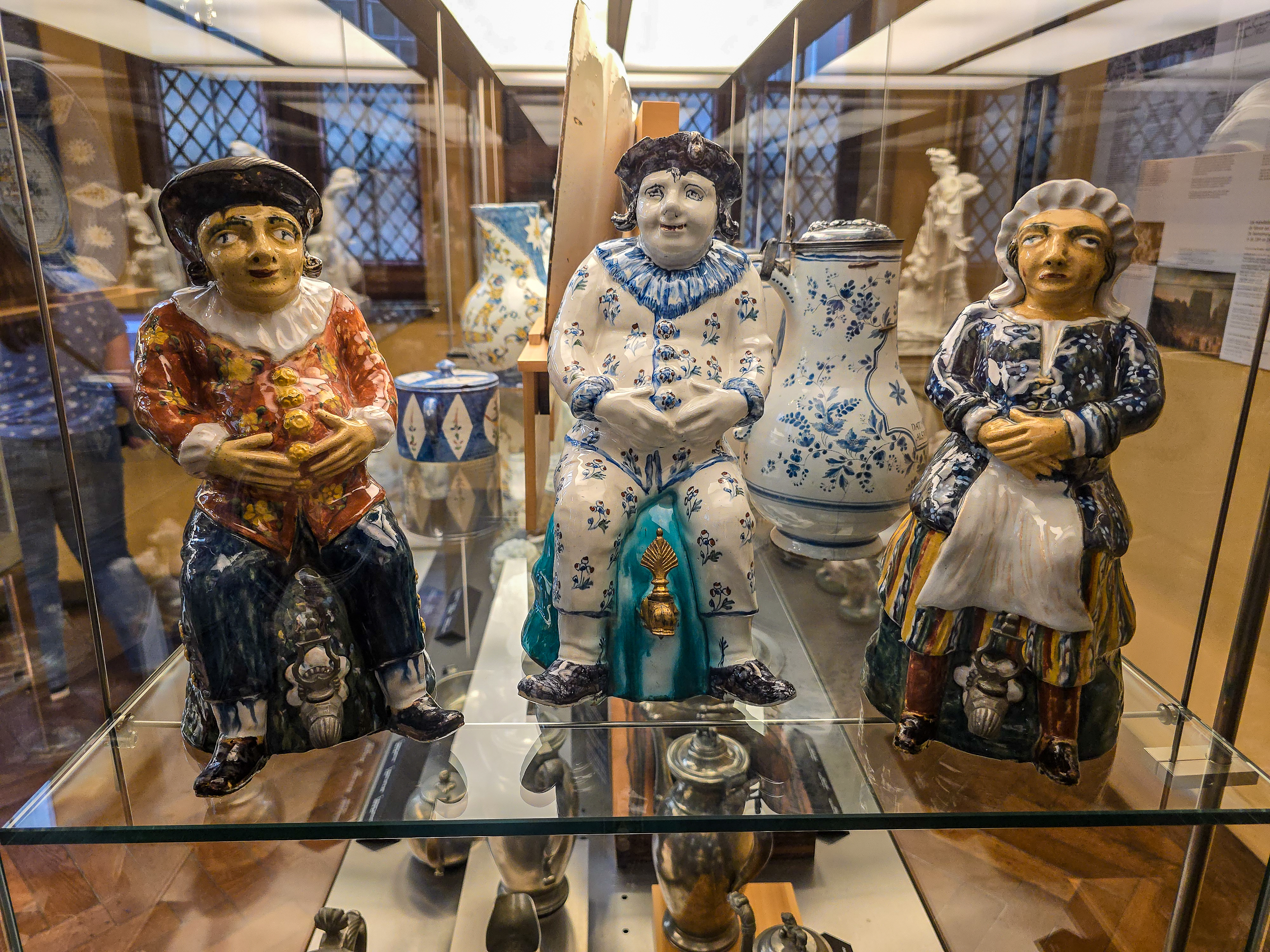
Népies kerámiafigurák
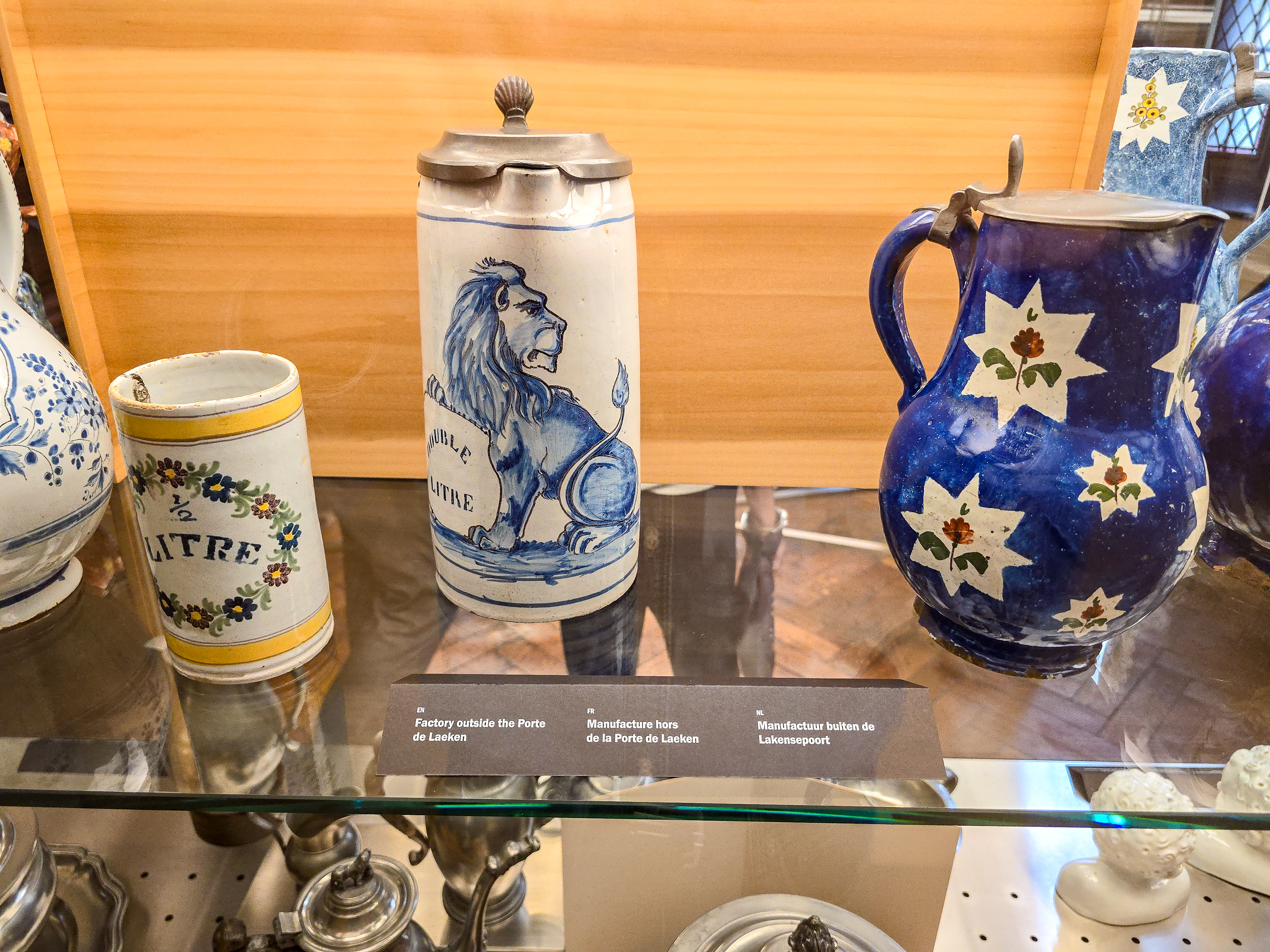
Mindennapi kerámia
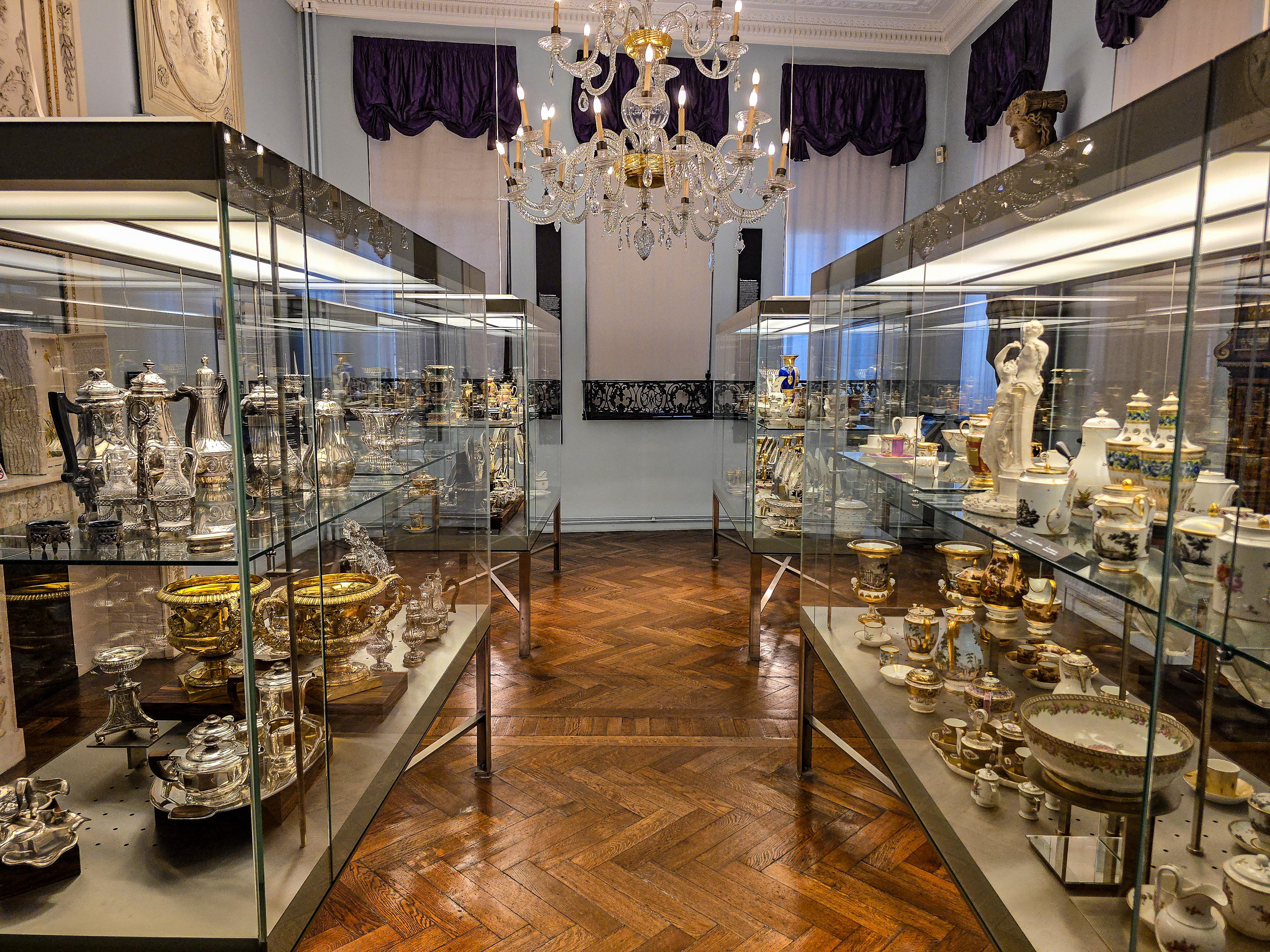
Ezüst és porcelán
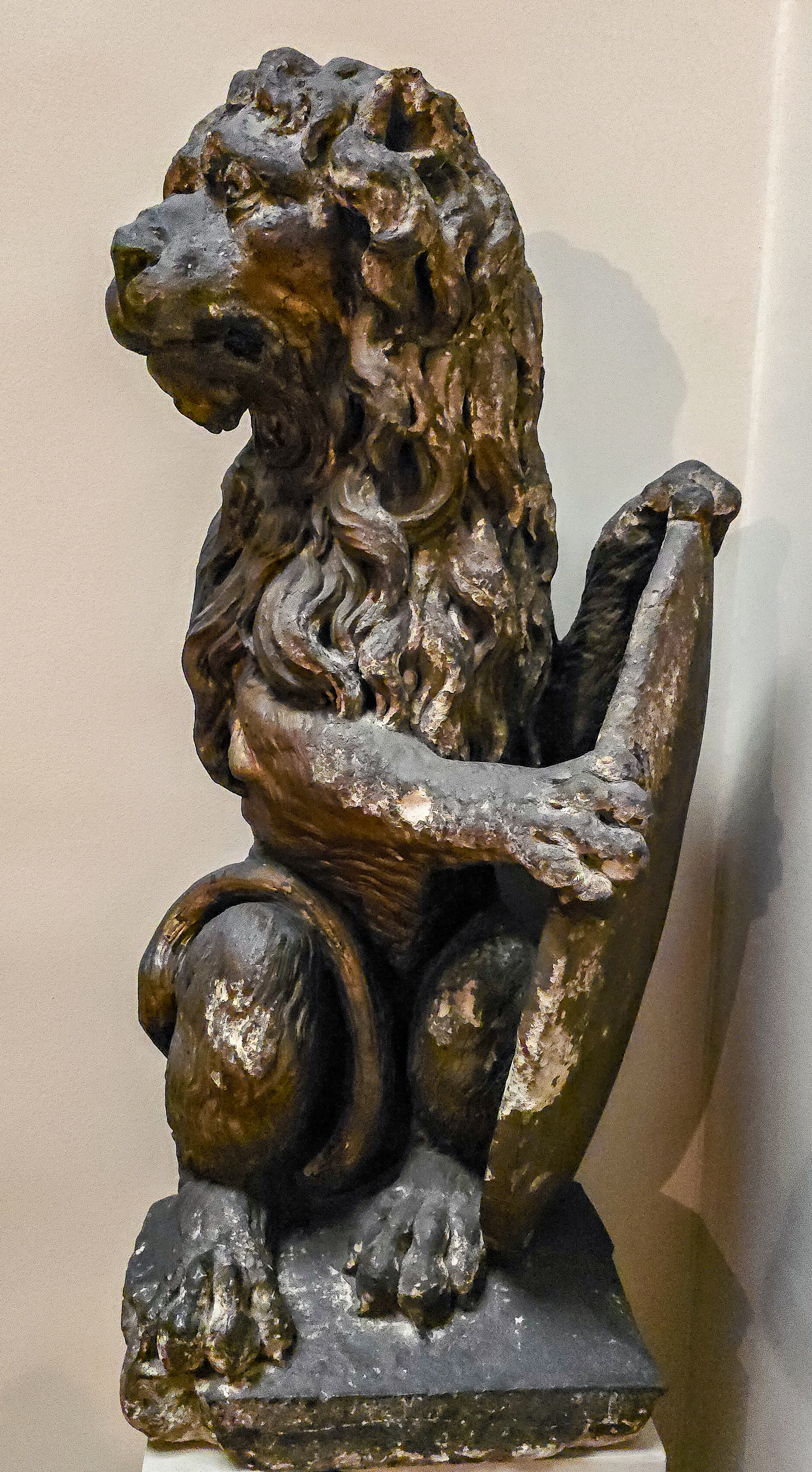
Címeroroszlán

A múzeum a 21. században a város történetéhez kapcsolódó festmények, szobrok, faliszőnyegek, faragott oltárok, makettek, diorámák és más műtárgyak hatalmas gyűjteményét tárja a látogatók elé. Megtekinthető a Manneken Pis szobrának eredetije és „ruhatára”, a brüsszeli városháza eredeti szélkakas-toronydísze és sok más különleges tárgy. A múzeum áttekintést ad a város és társadalma történetéről, a brüsszeli életről az évszázadok során.

## Fordítás
Ez a szócikk részben vagy egészben  a   Broodhuis című holland Wikipédia-szócikk ezen változatának fordításán alapul.  Az eredeti cikk szerkesztőit annak laptörténete sorolja fel. Ez a jelzés csupán a megfogalmazás eredetét és a szerzői jogokat jelzi, nem szolgál a cikkben szereplő információk forrásmegjelöléseként.